# Werner Müller
Werner Müller   (1967) és un pilot d'enduro i motocròs austríac. Entre altres nombrosos èxits, ha guanyat nou Campionats d'Europa d'enduro entre el 2002 i el 2015, una Copa del món d'enduro Open, un campionat d'Europa de Hillclimb, set campionats d'Àustria d'enduro, tres de motocròs i un de Cross Country, un campionat d'Eslovènia de Cross Country i dotze proves internacionals de supercross.

## Carrera esportiva
Müller va aprendre a conduir motocicletes quan encara anava a l'escola, amb l'OSSA del seu germà gran. A partir de 1981 va participar durant dos anys en proves del campionat d'Àustria de trial i va obtenir com a millor resultat el subcampionat de la categoria de 50 cc. Des del 1983 va disputar amb èxit competicions de motocròs; va ser-ne campió nacional tres vegades i va obtenir-ne diversos subcampionats. A més del motocròs, va participar en els campionats d'Àustria i d'Europa de Cross Country i va guanyar el primer a la classe "Pro" el 2016. A l'ErzbergRodeo, on va participar un total de sis vegades, va guanyar el pròleg dues vegades i va aconseguir el quart lloc al "Hare Scramble" com a millor resultat.
Müller ha participat en competicions d'enduro des del 2001. En va guanyar set campionats d'Àustria, un dels quals, el de 2010, després de guanyar les vuit curses puntuables, cosa que li va reportar els 200 punts en disputa del campionat. Müller va participar també amb èxit al Campionat d'Europa d'Enduro: va guanyar-ne el campionat Sènior E3 (per a motors de quatre temps sense restriccions) els anys 2002, 2003, 2005 i 2006, així com el de veterans cinc vegades seguides entre el 2011 i el 2015. També va participar al Campionat del Món d'enduro, on va aconseguir dos setens llocs a la classe E3 com a millor resultat.
El 2019 va participar en la nova Copa del Món d'Enduro Open en categoria Sènior i hi va aconseguir diversos podis, així com el subcampionat darrere del múltiple Campió del Món d'enduro David Knight. El 2020, la seva quarantena temporada com a pilot en actiu, va guanyar el campionat d'Eslovènia de Cross Country en categoria sènior i va obtenir el segon lloc absolut a la classificació general.

## Equips
Müller va competir amb motocicletes KTM fins a finals del 2009. La temporada del 2010 va canviar a Gas Gas.
L'any 2015 va fundar el "Werner Müller Racing Team", des d'on es dedica a la promoció de pilots joves de motocròs i enduro.

## Reconeixements
Gràcies als seus èxits, Werner Müller va ser votat esportista de motor de l'any a Àustria els anys 2002 i 2003 i va obtenir 22 vegades el premi honorífic de la Federació Austríaca d'Esports de Motor (la predecessora de l'actual OSK).

## Palmarès

### Enduro
- 1 Copa del món d'enduro Open (2023)
- 9 Campionats d'Europa:
  - 4 Campionats Sènior E3 (2002-2003, 2005-2006)
  - 5 Campionats Veterans 2011-2015
- 7 Campionats d'Àustria

### Altres
- 1 Campionat d'Europa de hillclimb
- 3 Campionats d'Àustria de motocròs
- 1 Campionat d'Àustria de Cross Country "Pro" (2016)
- 1 Campionat d'Eslovènia de Cross Country "Sènior" (2020)